# Chen Rong (Leichtathletin)
Chen Rong (chinesisch 陈 荣, Pinyin Chén Róng; * 18. Mai 1988 in Hebei) ist eine chinesische Langstreckenläuferin, die sich auf den Marathon spezialisiert hat.
2006 wurde sie Dritte beim Peking-Marathon, den sie im darauffolgenden Jahr mit ihrer persönlichen Bestzeit von 2:27:05 h gewann. 2008 wurde sie Vierte beim Xiamen-Marathon in 2:27:09 und siegte im April beim Good Luck Beijing Marathon, einem Testlauf auf der Originalstrecke des Marathons für die Olympischen Spiele 2008. Chen wurde zwar für den olympischen Marathon selbst nominiert, räumte aber kurzfristig ihren Platz für Zhang Shujing.
Beim Peking-Marathon desselben Jahres wurde sie Zweite in 2:28:25, den Xiamen-Marathon zu Beginn des nächsten Jahres entschied sie mit 2:29:52 für sich.

## Persönliche Bestzeiten
- 5000 m: 15:35,90 min, 11. Oktober 2008, Shijiazhuang
- 10.000 m: 31:41,60 min, 22. Mai 2008, Peking
- Marathon: 2:27:05 h, 21. Oktober 2007, Peking